# Unité urbaine d'Hirson
L'unité urbaine d'Hirson est une unité urbaine française centrée sur Hirson, commune du nord-est du département de l'Aisne.

## Situation géographique
L'unité urbaine d'Hirson est située dans le nord-est du département de l'Aisne, dans l'arrondissement de Vervins, plus précisément en Thiérache. Elle est située au nord-ouest de la région Grand Est et au nord de l'Île-de-France, dans la région des Hauts-de-France.
Traversée par la route départementale 1043 et l'Oise, Hirson est le centre urbain principal de son agglomération et des communes alentour, même si la commune de Saint-Michel forme une unité urbaine autonome. Elle est également l'unité urbaine la plus importante de l'arrondissement de Vervins.
Elle est située à 16 km de Vervins, sous-préfecture de l'arrondissement, à 51 km de Laon, préfecture du département de l'Aisne.

## Données générales
En 2020, selon l'INSEE, l'unité urbaine d'Hirson est composée de deux communes, toutes situées dans le département de l'Aisne, plus précisément dans l'arrondissement de Vervins.
En 2022, avec 9 387 habitants, elle constitue la huitième unité urbaine du département de l'Aisne, se classant loin après les unités urbaines de Saint-Quentin (1er rang départemental) et de Soissons (2e rang départemental) et de Laon (3e rang départemental). Elle se situe derrière les unités urbaines du département de Chauny et de Villers-Cotterêts mais elle devance celle de Charly-sur-Marne et de Bohain-en-Vermandois dans le département de l'Aisne.
En 2022, sa densité de population qui s'élève à 260 hab/km2 en fait une unité urbaine peu densément peuplée mais nettement moins élevée que celles de Saint-Quentin (1 320 hab/km2) et de Soissons (763 hab/km2).
L'unité urbaine d'Hirson est le pôle principal de l'aire d'attraction d'Hirson et elle a été le pôle urbain de l'aire urbaine d'Hirson avant la redéfinition des zones d'études par l'INSEE en 2020.

## Délimitation de l'unité urbaine de 2020
En 2020, l'INSEE a procédé à une révision des délimitations des unités urbaines de la France ; celle d'Hirson a conservé son périmètre de 2010. Lors de la précédente révision en 2010, elle n'a reçu aucune modification par rapport au zonage de 1999 et compte deux communes urbaines.

### Liste des communes
La liste ci-dessous comporte les communes appartenant à l'unité urbaine d'Hirson selon la nouvelle délimitation de 2020 et sa population municipale en 2022 :
| Code Insee | Nom    | Type         | Superficie (km2) | Population (hab.) | Densité (hab./km2) |
| ---------- | ------ | ------------ | ---------------- | ----------------- | ------------------ |
| 02134      | Buire  | Banlieue     | 4,13             | 822               | 199                |
| 02381      | Hirson | Ville-centre | 33,77            | 8 565             | 253,6              |

## Évolution démographique
L'unité urbaine d'Hirson affiche une évolution démographique en déclin constant depuis le recensement de 1975 avec une stabilisation en 1999. Elle compte 12 769 habitants en 1968 et reste quasi-stable en 1975. Après ce recensement, elle connait un déclin de sa population avec 9 682 habitants en 2017.
| 1968   | 1975   | 1982   | 1990   | 1999   | 2007   | 2012   | 2017  |
| ------ | ------ | ------ | ------ | ------ | ------ | ------ | ----- |
| 12 769 | 12 771 | 12 205 | 11 041 | 11 229 | 10 350 | 10 228 | 9 682 |